# Unter dem Boden
Unter dem Boden ist ein Mittellangfilm des Schweizer Regisseurs Erich Langjahr aus dem Jahr 1992. Der Film begleitet eine archäologische Ausgrabung im Gebiet der Sennweid bei Steinhausen im Kanton Zug.

## Vorgeschichte
Im Jahr 1954 fuhr der Viertklässler Erich Langjahr öfters nach der Schule vom Neustadt-Schulhaus in Zug zu den archäologischen Ausgrabungen von Josef Speck (1918–2006), einer Pfahlbausiedlung zwischen Zug und Cham, der Siedlung «Zug-Sumpf». Dort wühlte er im Aushub dieser Grabungsstätte und fand dabei einen ringförmigen Gegenstand aus Ton, der als Zettelstrecker eines Pfahlbauer-Webstuhls diente.
So nahm die Neugier und das Interesse von Erich Langjahr an der Archäologie seinen Anfang. Sein gefundenes Exponat übergab er später der Zuger Kantonsarchäologie und erhielt eine exakt nachgebildete Kopie dieses Webgewichtes.

## Entstehung
Eine geplante Überbauung in der Sennweid bei Steinhausen rief 1988 die Zuger Kantonsarchäologie auf den Plan. Sie hatte den Auftrag, die dort im Boden verborgenen Überreste einer jungsteinzeitlichen Siedlung zutage zu fördern und vor der endgültigen Zerstörung zu retten. Die Rettungsgrabungen fanden in zwei Etappen von Juli 1988 bis Juni 1989 und von März 1990 bis Februar 1991 statt.
Schon bald tauchte die Idee auf, nicht nur die ausgegrabenen archäologischen Funde, sondern auch den Ausgrabungsvorgang selbst zu dokumentieren. Die damalige Kantonsarchäologin Béatrice Keller fragte den Dokumentarfilmer Erich Langjahr an, ob er Lust hätte, einen kurzen Videofilm über die Grabungen in der Sennweid für die Schulen zu machen. Dieser war begeistert von der Idee.
Aus dem riesigen Filmmaterial, das während der ersten Grabungsetappe (1988 bis 1989) zusammenkam, entstand allerdings kein Videofilm, sondern ein 35-minütiger Dokumentarfilm, der in erster Linie für das Kino gedacht war, aber auch im Unterricht verwendet werden kann.

## Inhalt
Der Film «Unter dem Boden» zeigt Archäologen, Grabungstechniker und junge Hilfskräfte bei ihrer Arbeit. Sie graben, staubsaugen, putzen Steine, etikettieren und archivieren. Andere wiederum zeichnen vermessen und fotografieren.
Die Leute arbeiten schwer, rutschen auf den Knien herum, hocken sich auf den Boden, legen sich flach auf Bretter. Die Arbeit ist kein Sandkastenspiel, weder im Sommer – in den Zelten wird es bis zu 40 Grad – noch bei winterlicher Kälte.
Erich Langjahr äusserte sich zu seinem Film wie folgt: „Eine junge Generation schaut unter den Boden, auf der Suche nach dem Menschen. (…) Suchen und graben. Unter den Boden greifen. Begreifen. In der Erde wühlen wie Maulwürfe, Haufen aufstossen, Schichten freilegen, durchtrennen und entblättern. Den Untergrund durchsieben und seinen Gehalt prüfen. Funde befragen und deren Sprache entziffern. Und weiter in die Tiefe schürfen, als ob die Höhen des Himmels verloren wären, um sich zu finden. Woher komme ich? Was für ein Boden trägt mich? «Unter dem Boden» ist meine Begegnung mit der Zeit – ist mein Erlebnis und meine Hoffnung, einen Fund zu machen.“

## Rezeption
2007 schrieb Kantonsarchäologe Stefan Hochuli: „Der Film «Unter dem Boden» vermittelt ein lebendiges Bild von der Stimmung auf einer archäologischen Ausgrabung. Die Bevorzugung einer lebhaften Bildsprache gegenüber einer nüchternen Wissensvermittlung im Film ist beabsichtigt.“
Und Hochuli weiter: „Für die Verwendung des Films als Lehrmittel ergab sich dennoch die Notwendigkeit einer didaktisch ausgerichteten Begleitpublikation. Mit der zur Premiere erschienenen Schrift «Archäologische Ausgrabungen in der Sennweid bei Steinhausen Zug» wird der Film auf eine populärwissenschaftliche Art mit archäologischen Sachkenntnissen ergänzt.“
Jean Perret schrieb über den Film: Durch geduldige Beobachtung der Arbeit der Archäologen und durch die Vermeidung jeglicher journalistischer Anwandlungen wie Kommentare oder Zwischenbemerkungen legt Langjahr nahe, dass es Räume unter dem Erdboden, dass es Weite unter dem Wissen gibt. Unter dem Reich des Betons existiert eine Phantasiewelt.
Erstmals im Kino präsentiert wurde der Film «Unter dem Boden» im Oktober 1992 am Dokumentarfilmfestival in Nyon. Die Zuger Premiere fand am 4. November 1992 im Theater Burgbachkeller statt. Der Zuger Regierungsrat Andreas Iten hielt die Eröffnungsansprache.

## Festivals
- 28. Solothurner Filmtage (27. – 31. Januar 1993)
- 24. Festival International du film documentaire Nyon (13. – 18. Oktober 1992)
- Festival der neue Heimatfilm (1. – 5. September 1993)
- 8. Internationales Dokumentarfilmfestival München (4. Mai 1993)
- Internationales Archäologiefestival Kiel (20. – 23. April 1994)
- 5. Rassegna Internazionale del film Archeologico (16. – 22. Mai 1994)

## Weblink
- Erich Langjahr: «Unter dem Boden»